# South Newton
 (septembre 2023).
South Newton est une paroisse civile et un village du Wiltshire, en Angleterre.